# Le dritte
Pour plus de détails, voir Fiche technique et Distribution.
Le dritte (littéralement « les droites ») est un film italien réalisé par Mario Amendola, sorti en 1958.

## Synopsis
Ofelia est une commerçante d'habillement affectée, Rina une femme au foyer naïve et Edna une infirmière franche. Les trois se rencontrent par hasard dans un commissariat et découvrent qu'elles partagent un point commun : une vie sentimentale en échec. Elles se coalisent pour réaliser leur objectif : passer la bague au doigt d'un homme, tous les moyens étant bons, au cri de « le mariage ou la mort ! ».
Le problème est que les hommes qu'elles visent sont des célibataires endurcis, qui ne fréquentent que des filles faciles et fuient les « tantes », c'est-à-dire dans leur langage les filles qui cherchent à se faire épouser. Après une série de quiproquos, ils se rendent néanmoins compte qu'ils sont fatigués du libertinage et sont amoureux des trois dritte. Le film se termine sur trois mariages heureux.

## Fiche technique
- Titre : Le dritte
- Réalisation : Mario Amendola
- Scénario : Mario Amendola
- Photographie : Sergio Pesce
- Pays d'origine : Italie
- Format : noir et blanc
- Genre : comédie
- Date de sortie : 1958

## Distribution
- Franco Fabrizi : Amleto Bettini
- Sandra Mondaini : Rina Bettini
- Paolo Panelli : Ercole Scatola
- Bice Valori : Edna Piselli
- Riccardo Garrone : Lello
- Monica Vitti : Ofelia Granelli
- Renato Montalbano : le pickpocket
- Paolo Ferrara : Commissaire de police
- Alberto Sorrentino : 'Dolcecuore'
- Memmo Carotenuto : Berardo Tuminelli
- Mario Meniconi (non crédité)
- Leopoldo Valentini (non crédité)